# Degenerative Joint Disease
Una delle patologie podali più frequenti nel cavallo è rappresentata dalla DJD (Degenerative Joint Disease), anche conosciuta come “osteoartrite”. Esistono diverse tecniche diagnostiche applicabili a cavalli di qualsiasi razza, indipendentemente dal tipo di disciplina che praticano, e la trattazione si limita alle articolazioni più frequentemente colpite da artrite, come il nodello, il carpo, il garretto, la grassella e l'articolazione interfalangea distale. Il termine zoppicatura (o claudicazione) indica un disordine strutturale o funzionale di uno o più arti, che si manifesta durante il movimento o in stazione. Può essere causata da traumi, anomalie congenite o acquisite, infezioni, disturbi metabolici, disordini circolatori o nervosi o da qualsiasi combinazione di questi fattori.

## Sintomatologia
L'articolazione presenta un incremento di volume causato dall'aumentata produzione del liquido sinoviale patologico ed iperemia cutanea con crepitio della capsula articolare, queste condizioni portano l'animale ad assumere posizioni di difesa dal dolore, con posture innaturali che vanno a compromettere ulteriormente l'articolazione. Questo quadro clinico si riversa poi in zoppicatura e difetti dell'andatura durante il passo, il trotto e il galoppo a seconda del grado di zoppia.

## Visita clinica
Durante la visita clinica vengono effettuati gli accertamenti necessari a diagnosticare la patologia e comprenderne l'origine, oltre che classificarne il grado di gravità. La classificazione delle zoppicature può essere fatta utilizzando i termini lieve, media e grave, tuttavia può essere utilizzato un sistema di inquadramento numerico standardizzato secondo quattro gradi:
- Grado 1: zoppicatura riconoscibile al trotto, nel caso di interessamento di un arto toracico vi è il carico del peso della testa sull'arto sano, per l'arto pelvico invece vi è asimmetria nell'innalzamento gluteo. Su superfici dure il rumore di appoggio dell'arto sano è più intenso rispetto a quello malato. Questo grado è caratteristico di malattie croniche non progressive causanti zoppicatura o in cavalli tenuti a riposo molto tempo prima della visita.
- Grado 2: alterazione dell'andatura al passo senza chiari movimenti della testa associati, al trotto la zoppicatura è evidente con chiari movimenti della testa atti a diminuire il carico sull'arto interessato da zoppia, per l'arto posteriore vi è maggiore asimmetria nell'innalzamento gluteo.
- Grado 3: zoppicatura evidente al passo e al trotto, il colpo di testa è caratteristica preponderante della zoppicatura dell'arto anteriore e per il posteriore vi è abbassamento evidente della testa al trotto con appoggio dell'anteriore opposto.
- Grado 4: caratterizzato da mancato appoggio dell'arto interessato, le ultime due categorie sono spesso associate a fratture, ascessi subsoleari, gravi tendiniti e artriti settiche.

### Anamnesi ed ispezione della conformazione fisica del soggetto
Difetti di conformazione o ferrature sbagliate sono spesso origine di zoppia. Una corretta anamnesi è utile al fine di effettuare una corretta diagnosi in collaborazione con trainers e grooms che possono fornire importanti dettagli sullo sviluppo della zoppia seguendo un iter di domande specifico: - Quando e come si è evidenziata? - Il cavallo ha subito un trauma acuto? - Di quale tipo?- Come è stato allevato e alimentato? - Come è stato allenato? - La stessa zoppia è stata oggetto di precedenti visite veterinarie? - È già stata effettuata una terapia? - In quale modo e quali prodotti sono stati prescritti? 
La valutazione fisica è un passo fondamentale da rispettare prima di procedere con gli esami successivi.

### Esame al passo e poi al trotto
Viene effettuato su terreno solido e non scivoloso, in luogo ben illuminato e privo di elementi di disturbo per l'animale. Se il grado di zoppia è lieve, difficilmente verrà notato nell'esame al passo in linea retta, si renderà invece evidente durante l'esame al trotto in circolo. Al fine di evidenziare una zoppia è utile far sì che il cavallo mantenga, al trotto, velocità adeguate che possono essere raggiunte su pista (seguendo l'animale in automobile) o mediante un treadmill che sia dotato di un tappeto che consenta i movimenti naturali del piede. Il treadmill consente di aumentare e diminuire sia la velocità che il carico di lavoro grazie alla possibilità di modificare l'inclinazione del tappeto, pertanto viene ritenuto uno strumento valido per lo studio del movimento.

### Palpazione
Frequentemente la zoppia di origine articolare viene complicata da movimenti innaturali compiuti dall'animale al fine di difesa e posture antalgiche, che portano poi a debolezza e ipersensibilità dei muscoli della schiena. La fase successiva consiste quindi nella palpazione di muscolatura, articolazioni e tendini per il controllo dell'integrità della capsula articolare con ricerca di un eccesso di liquido sinoviale ed iperemia.

## Metodi diagnostici
La diagnosi di zoppicatura richiede una dettagliata conoscenza dell'anatomia, è necessario essere in grado di differenziare una zoppicatura causata dal dolore da una alterazione non dolorosa dell'andatura (spesso definita zoppicatura meccanica). Vi sono comunque casi di zoppicatura sui quali possono entrare in disaccordo anche gli esperti, pertanto, al fine di giungere ad una corretta diagnosi, si rende necessario effettuare più test diagnostici consecutivi.

### Ispezione
L'animale viene dapprima osservato da fermo e poi in movimento e successivamente vengono eseguite le palpazioni e manipolazioni diagnostiche sugli arti sospetti mediante procedure standard applicate sistematicamente quali sussidi diagnostici per localizzare l'articolazione dolente, come i test di flessione.

### Anestesie diagnostiche
Comunemente usate per le loro proprietà di identificare la sede del dolore in animali in cui non esiste una malattia ovvia. Può essere realizzata mediante infiltrazione perineurale e blocco di campo iniziando dall'estremità distale e procedendo prossimalmente. Esiste anche la possibilità di ricorrere ad anestesie intrasinoviali nel caso in cui si pensi che strutture sinoviali come capsule articolari, guaine tendinee e borse siano coinvolte nella zoppia.

### Esame radiografico
Estremamente utile ai fini diagnostici e prognostici. Spesso è addirittura impossibile determinare senza l'ausilio radiografico se tumefazioni di consistenza dura siano di natura ossea o fibrosa. Tuttavia, l'esame radiografico non può mai sostituire un'accurata palpazione ed ispezione dei tessuti molli.

## Patogenesi ed eziologia
Oltre ad eventi traumatici, malattie a carico del tessuto osseo e delle articolazioni, sono in grado di portare a zoppia anche le patologie a carico del muscolo e una cattiva gestione dell'alimentazione (importante soprattutto durante lo sviluppo del feto).

### Alimentazione
Poiché l'alimentazione è importante per il mantenimento e lo sviluppo di un buono stato dell'apparato muscolare e scheletrico, squilibri nella dieta possono predisporre o causare malattie di tali apparati. Al fine di evitare l'insorgenza di patologie dell'apparato locomotore, altamente penalizzanti per la carriera di un cavallo, è necessario prestare particolare attenzione alla composizione della dieta soprattutto in quei periodi di vita nei quali tendono a verificarsi con maggiore frequenza: - prima e dopo il parto nella cavalla - nel puledro prima dello svezzamento - durante l'accrescimento - durante il resto della vita sportiva e non.
Generalmente, gli errori più facili da commettere riguardano la quantità di cibo da somministrare all'animale, è possibile quindi avere casi di insufficiente assunzione di cibo con conseguente dimagrimento della fattrice e diminuzione drastica nella produzione di colostro, oppure eccessiva assunzione di cibo che porta poi ad obesità, dannosa soprattutto al momento del concepimento e del parto in quanto può essere causa di ipotonia muscolare, riduzione della fertilità e della quantità di colostro etc.. Per quanto riguarda la composizione della razione invece, particolare attenzione (soprattutto nel puledro) va prestata all'equilibrio mineral-vitaminico in quanto i micro e macro elementi come Selenio, Manganese e Iodio, garantiscono, se apportati adeguatamente con l'alimentazione, un corretto sviluppo muscoloscheletrico del feto e promuovono il mantenimento della gravidanza nella fattrice. Le vitamine, ad eccezione di quelle del gruppo B che vengono prodotte dai batteri intestinali, devono essere integrate nella dieta pur essendo raramente causa di alterazioni muscoloscheletriche. Tendenzialmente, lo squilibrio vitaminico che si verifica con maggiore probabilità è dovuto a carenze di Vitamina A, che possono dipendere dalla scarsa assunzione di colostro da parte del puledro, o dal basso contenuto vitaminico colostrale, dovuto alla scarsa disponibilità di riserve vitaminiche liposolubili nella fattrice. Un'alimentazione non bilanciata può inoltre essere causa di alterazione nei processi di ossificazione, spesso dovuti ad una crescita eccessivamente rapida causata da diete iperenergetiche nel puledro in accrescimento.

### Malattie a carico dell'apparato locomotore
Possono chiaramente essere causa di zoppia e difetti dell'andatura in cavalli di tutte le età. La natura di questo genere di malattie può essere di origine genetica o traumatica/infiammatoria, su questa base è possibile quindi distinguere ad esempio un'osteomielite ematogena (neonatale) da una verificatasi in seguito a frattura esposta o ferita penetrante. Possono verificarsi casi di osteite settica, generalmente causata dalla diffusione di un processo settico da tessuti vicini o da soluzioni di continuo della cute, nei quali il dolore si presenta incostante e con esso anche la zoppicatura. Infine, fra le cause di zoppia riconducibili a malattie ossee, sono presenti in bibliografia: osteoporosi, osteopetrosi, fluorosi, esostosi ereditaria multipla, calcinosi tumorale, osteopatie e osteodistrofie etc..
Per quanto riguarda invece le articolazioni, generalmente le più frequenti cause di zoppia sono da ricondurre a processi infettivi o infiammatori quali sinoviti, tendiniti, che possono derivare da traumi singoli o ripetuti nel tempo.